# Francesc Taverna i Bech
Francesc Taverna i Bech (* 16. April 1932 in Barcelona; † 16. April 2010 ebenda) war ein katalanischer Komponist und Musikkritiker.

## Leben und Werk
Francesc Taverna studierte von 1952 bis 1964 Klavier, Violine und Komposition unter anderem bei Enric Cervera und Enric Ainaud. Gleichzeitig studierte er Philosophie und Kulturwissenschaft an der Universität Barcelona.
Seit 1973 war er als Musikkritiker für El Correo Catalán, El País, Serra d’Or, Destino und für die Revista Musical Catalana tätig. Er war von 1983 bis 1992 Sekretär und von 1993 bis 1996 Präsident des katalanischen Komponistenverbandes. Er veröffentlichte eine Biographie von Xavier Montsalvatge sowie den Katalog und die grundlegende Chronologie der Werke von Joaquim Homs.
Seine kompositorische Karriere verlief in drei, gut gegeneinander abgrenzbaren Phasen. In seiner ersten Phase in den 1950er und 1960er Jahren war er durch einen neoklassischen Tonalismus geprägt. Diese Stilrichtung gab er in den frühen 1970er Jahren zu Gunsten einer persönlicheren Tonsprache, die durch eine spezielle Lesart des Atonalismus und des Serialismus geprägt war, auf. In den 1990er Jahren nahm er dann expressionistische Elemente in sein Musikschaffen auf, in dem die Bezüge zur katalanischen Populärmusik deutlich ins Gewicht fielen.
Aus seinem Orchesterwerk müssen erwähnt werden: Nit („Nacht“, 1985), „Contrasts“ („Kontraste“, 1987), Estampes I (1989); Estampes II (1995); Caminava la nit, für Gitarre und Orchester (1991); Dilemes, für Cello und Orchester (1992); Proses disperses für Violine und Orchester (1992); Les nits (1993); Fantasia concertant für Viola und Orchester (1997); Abstraccions simfòniques (1997); Concertino für Klarinette und Orchester (1997).
An Kammermusik schrieb Francesc Taverna: Tríptic für vier Gitarren („Triptychon“, 1975); Climes I für Klarinette und Klavier (1981), Climes II für Viola, Violine, Klarinette und Klavier (1982); Suite für Streichquartett (1986), Climes III für Violine, Violoncello und Klavier (1989), Signes (1989), Temperaments, für Violoncello und Klavier (1990); Quan Selène em mira Für Gitarre und Violoncello (1994); Contrapunts ‘97 für Violine und Violoncello (1997); Llum de lluna für Flöte und Gitarre (2000); Trilogia für Violine und Klavier (2000), Aura de lluna für Saxophon und Gitarre (2000).
An reiner Instrumentalmusik schrieb Francesc Taverna: Suite catalana für Klavier (1960); Sonata núm. 1 ‘Auguris'  für Klavier (1962); Sonata núm. 2 (Zu Ehren von Béla Bartók), für Klavier (1976), Camins somorts (Zu Ehren von Frederic Mompou), für Klavier (1988); Cicle für Viola (1978); Horitzó i tres estrofes für Flöte (1979); Absències für Violoncello (1989); Acròstic für Klavier (1986), Suite für Gitarre (1988); Volivans, für Klavier (1990); Al voltant d’un tema de Schubert für Klavier (1993); Sonata núm. 3 (1998).